# Teatr Eloe
ELOE theater of noise – krakowski teatr offowy, założony w Krakowie przez aktora i performera Jakuba Palacza w 2001 roku. Drugi człon nazwy teatru (theater of noise) wywodzi się z filmu THX 1138.

## Historia teatru
Teatr ELoE  powstał w 2001 roku jako koło naukowe na Krakowskiej PWST. Była to próba współpracy między studentami szkoły aktorskiej i wydziału teatrologii Uniwersytetu Jagiellońskiego.
Pierwszym spektaklem formacji był Anhelli,  na podstawie Juliusza Słowackiego. 
W 2001 roku siedzibą grupy stał się Teatr Bückleina. W tym okresie zaczął działać również zespół ELOE trans-noise, który oprócz regularnych koncertów, grał muzykę do Anhellego. Wraz z upadkiem Teatru Buckleina, również rozpadła się pierwsza generacja grupy teatralnej ELOE.
Drugą premierą teatru był spektakl Dzieci Energii autorstwa Jakuba Palacza.
Spektakl grany był na scenie Fundacji Teatru Starego na ulicy Sławkowskiej w Krakowie. teatr ma swoją siedzibę w Kawiarni Naukowe wpierw  na krakowskim Kazimierzu, potem w kolejnych siedzibach klubu. Teatr występuje regularnie podczas Nocy Teatrów w Krakowie, oraz na innych festiwalach.

## Kawiarnia Naukowa
Stała się siedzibą teatru Eloe w roku 2003. Tu powstał Dramat "Cafe Lotnisko", "Made in Pornoland", "Ur SONATE", "freestyle performance", "Mcbeth", oraz "EloeCabaret". Wraz ze zmianą siedziby klubu teatr przeniósł się na ul.Szerka 10, gdzie powstał "Hamlet Forever". Najnowsza lokalizacja ELOE theater of noise oraz klubu Kawiarnia Naukowa to piwnica  DAJWÓR 16. Tu powstał spektakl "Łagodna", oraz odbyła się pierwsza NOC TEATRU OFFOWEGO.

## Działalność teatru
Poza spektaklami, teatr prowadzi kabaret (ELOE CABARET), tworzy performance  (np.: Free style TV autorstwa Jakuba Palacza). Teatr angażuje się w sprawy społeczne miasta poprzez organizowanie performance ulicznego np. KAMIENICZNICY, WYPADKI KRAKOWSKIE, KOSMICI W NOWEJ HUCIE.

## Spektakle
- Anhelli
- Dzieci Energii
- Dramat na miarę naszych czasów
- Cafe Lotnisko
- Made in Pornoland
- Macbeth
- Hamlet forever
- Łagodna
- Kwiaty Zła
- Wytwarzanie Cennych Wspomnień
- Kabaret jest dobry na wszystko
- Miasteczko Shalom
- Carpattio w Stylu Wschodnim
- Pieśni Żab - Głos z Bagna